# 江南星蕨
江南星蕨（学名：Microsorum fortunei）为水龙骨科星蕨属下的一个种。种名 fortunei 以英国植物学家Robert fortune（1813-1880）的名字命名。